# 안악 양씨
안악 양씨(安岳 楊氏)는 황해남도 안악군을 본관으로 하는 한국의 성씨이다.

## 역사
청주 양씨에 따르면 악안 양씨 시조인 양만수(楊萬壽)는 청주 양씨(淸州 楊氏)의 시조 양기(楊起)의 셋째 아들이다. 그는 고려 때에 전서(典書)를 지냈고 공이 많아 안악군(安岳君)에 봉해졌다고 한다.
양만수의 아들 양정간(楊貞幹)은 공조전서를 역임하였고, 증손 양식(楊湜)은 좌찬성에 올라 안원군에 봉해졌으며, 양식의 맏아들 양정(楊汀)은 판서를, 둘째아들 양호(楊浩)와 셋째아들 양형(楊泂)은 현령을 역임했다.
그런데 《증보문헌비고(增補文獻備考)》와 《한국계행보(韓國系行譜)》, 《조선씨족통보(朝鮮氏族統譜)》에는 안악양씨의 시조가 판사(判事)를 지낸 양응(楊凝)이라고 하였고, 안악양씨의 또 한 파의 시조가 부사(府使)를 지낸 양윤원(楊潤源)이라고 하였다